# Čhattísgarh
Čhattísgarh (hindsky छत्तीसगढ़, anglicky Chhattisgarh) je stát v centrální Indii s hlavním městem Rájpur. Je desátým největším státem Indie. Na severovýchodě sousedí se státem Madhjapradéš, na západě se státem Maháráštra, na jihu s Ándhrapradéšem, Džharkhandem na severovýchodě a Uttarpradéšem na severu.
Má rozlohu 135 194 km² a přes 20 miliónů obyvatel. Stát patří k jedněm z nejvýznamněji zasaženým maoistickým povstáním.